# Central hidroeléctrica Loma Alta
La central hidroeléctrica Loma Alta es una obra de ingeniería transformadora de energía hidráulica en eléctrica con una capacidad de 40 MW.

Embalses y centrales hidroeléctricas en la cuenca del río Maule.